# Neopediobopsis setosa
Neopediobopsis setosa är en stekelart som beskrevs av T.C. Narendran 1994. Neopediobopsis setosa ingår i släktet Neopediobopsis och familjen finglanssteklar. Inga underarter finns listade i Catalogue of Life.